# Alberto Callaspo
Alberto José Callaspo (né le 19 avril 1983 à Maracay, Aragua, Venezuela) est un ancien joueur de deuxième but et de troisième but de la Ligue majeure de baseball.

## Carrière
Alberto Callaspo signe son premier contrat professionnel en 2001 avec les Angels d'Anaheim. Il évolue 4 saisons, de 2002 à 2005, en ligues mineures dans l'organisation des Angels et apparaît en 2004 au 71e rang de la liste annuelle des 100 meilleurs joueurs d'avenir dressée par Baseball America.

### Diamondbacks de l'Arizona
Le 28 février 2006, les Angels échangent Callaspo aux Diamondbacks de l'Arizona contre le lanceur droitier Jason Bulger. Le 6 août 2006, Callaspo fait avec les Diamondbacks ses débuts dans le baseball majeur. Deux jours plus tard, le 8 août, il réussit aux dépens du lanceur Brian Wilson des Giants de San Francisco son premier coup sûr dans les majeures, un double. Après avoir disputé 23 parties des Diamondbacks en fin de saison 2006, Callaspo réapparaît début 207 sur la liste des 100 meilleurs joueurs d'avenir de Baseball America, cette fois en 82e position.
Il joue 56 match pour Arizona en 2007. En deux saisons largement passées en ligues mineures, Callaspo a disputé 79 matchs des Diamondbacks, frappant pour ,220 de moyenne au bâton avec 12 points marqués et 13 points produits.

### Royals de Kansas City

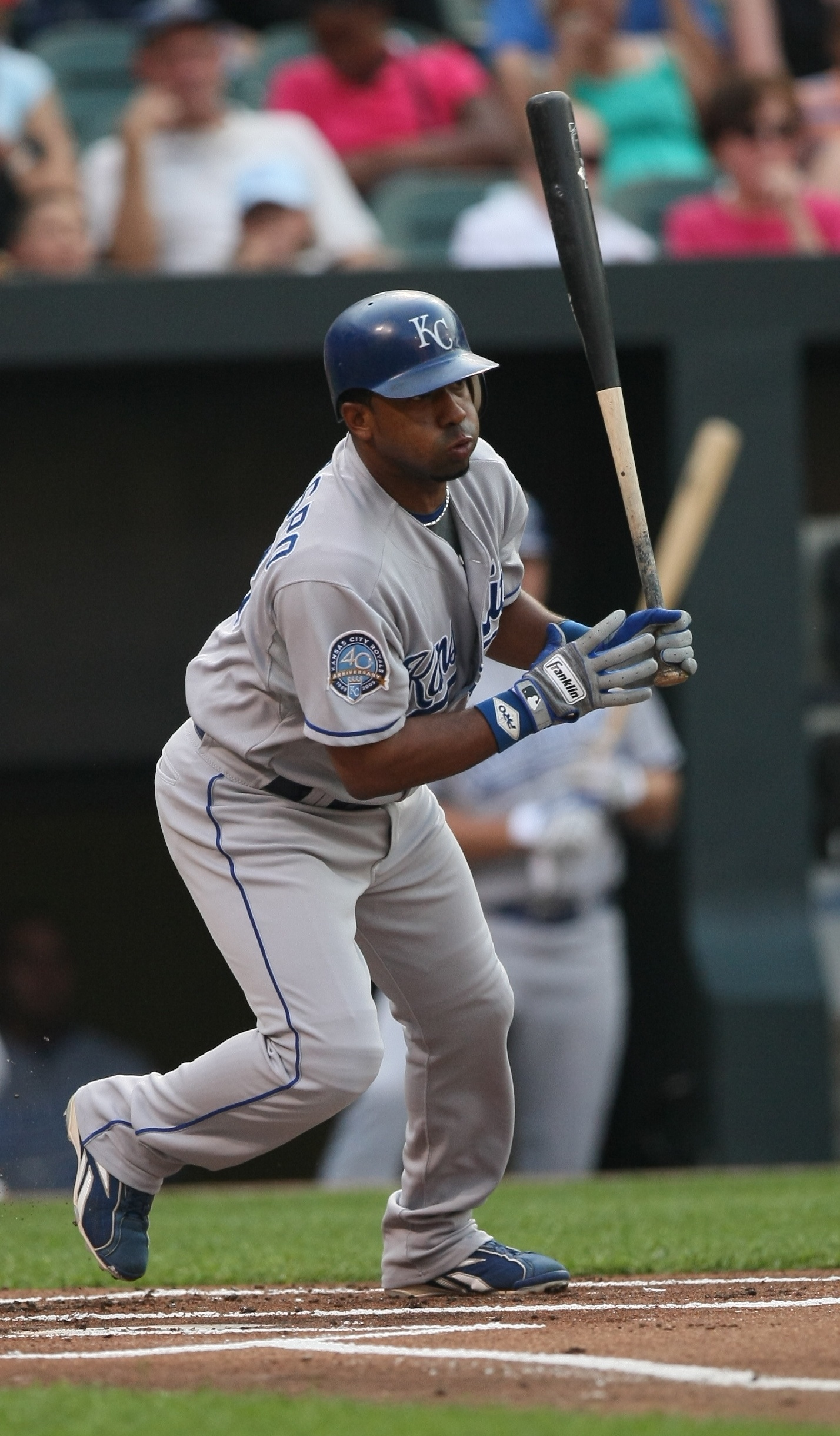
Avec les Royals de Kansas City, Alberto Callaspo connaît en 2009 la meilleure saison de sa carrière.

Le 14 décembre 2007, Arizona échange Alberto Callaspo aux Royals de Kansas City pour le lanceur de relève droitier Billy Buckner.
Il maintient une brillante moyenne au bâton de ,305 et une moyenne de présence sur les buts de ,361 en 74 parties jouées à sa première saison à Kansas City en 2008, où le joueur de champ intérieur est principalement aligné au deuxième but, en plus de présences occasionnelles au poste d'arrêt-court.
Callaspo hérite du poste de joueur de deuxième but, sa position de prédilection dans les rangs mineurs, à temps plein des Royals en 2009. En 155 parties jouées à sa première saison complète au plus haut niveau, le Vénézuélien réussit ses records en carrière de coups sûrs (173), de doubles (41), de triples (8), de circuits (11), de points marqués (79) et de points produits (73). Sa moyenne de présence sur les buts se chiffre à ,356 et sa moyenne au bâton de ,300 est la 2e meilleure des Royals cette année-là après la moyenne de ,301 de son coéquipier Billy Butler.
Le 24 avril 2009, Callaspo frappe son premier coup de circuit dans les majeures, contre Rick Porcello des Tigers de Détroit. C'est son premier circuit à son 441e passage au bâton en carrière, la plus longue séquence sans circuit alors en cours dans le baseball majeur.
Les Royals déplacent Callaspo au troisième but en 2010, la position qui sera la sienne au cours des années suivantes. Il frappe 8 circuits et récolte 43 points produits en 88 matchs pour Kansas City, où il frappe pour ,275 en 2010 avant d'être échangé.

### Angels de Los Angeles

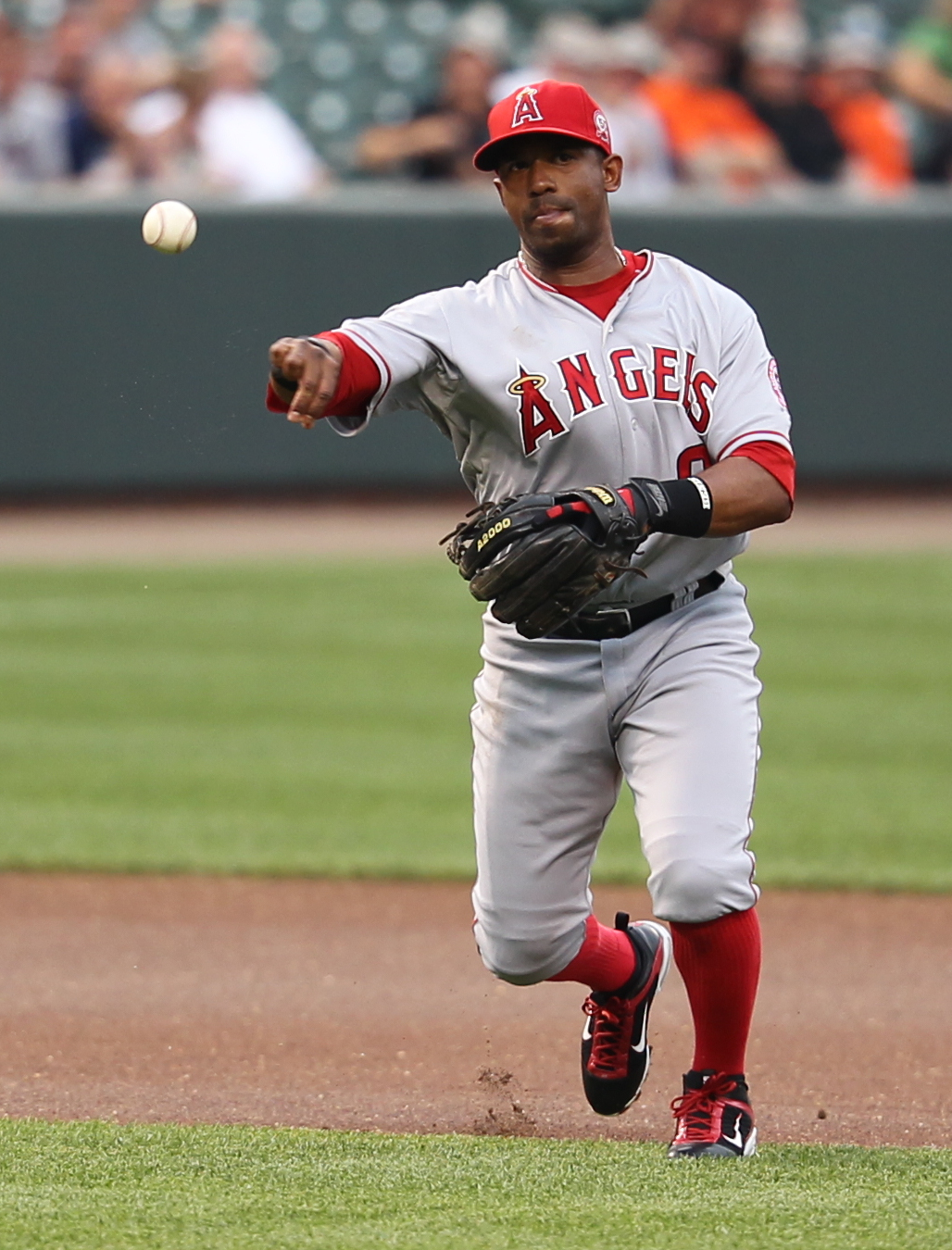
Alberto Callaspo en 2011 avec les Angels.

Le 22 juillet 2010, les Royals échangent Callaspo et le lanceur gaucher des ligues mineures Will Smith aux Angels de Los Angeles en retour du lanceur droitier Sean O'Sullivan. C'est donc un retour à la franchise qui l'avait mise sous contrat près d'une décennie auparavant, alors qu'il était encore adolescent. 
Callaspo est le joueur de troisième but des Angels jusqu'en 2013. Après avoir terminé sa saison 2010 avec une moyenne au bâton de ,265 pour deux clubs, il rehausse celle-ci à ,288 en 141 parties des Angels en 2011, avant de tomber à ,252 en 2012. Il frappe pour ,263 avec un pourcentage de présence sur les buts de ,335 en 423 matchs des Angels sur 4 saisons, avec 23 circuits, 162 points marqués et 148 points produits.
En février 2013, il accepte une prolongation de contrat de deux saisons avec les Angels. Il est échangé moins de 6 mois plus tard.

### Athletics d'Oakland
Il passe des Angels aux Athletics d'Oakland le 30 juillet 2013 contre Grant Green.
En un peu moins d'une saison et demie à Oakland, où il retrouve le poste de deuxième but en plus d'être employé comme frappeur désigné, Callaspo fait peu de bruit à l'attaque avec 9 circuits en 177 matchs et une faible moyenne au bâton de ,220. Sa moyenne de présence sur les buts est aussi à la baisse et plafonne à ,307. Il a la chance de jouer en séries éliminatoires, six ans après avoir obtenu deux passages au bâton à l'automne 2007 avec Arizona. Il frappe un double en 4 matchs d'après-saison en 2013 et produit un point à l'aide d'un simple dans le match de meilleur deuxième 2014 où Oakland est éliminé par Kansas City.

### Braves d'Atlanta
Le 15 décembre 2014, il signe un contrat d'une saison à 3 millions de dollars avec les Braves d'Atlanta. Il ne frappe que pour ,206 de moyenne au bâton en 37 matchs des Braves.

### Dodgers de Los Angeles
Le 27 mai 2015, les Braves échangent Alberto Callaspo, les lanceurs gauchers Eric Stults et Ian Thomas, et le lanceur droitier Juan Jaime aux Dodgers de Los Angeles contre le joueur de troisième but Juan Uribe et le releveur droitier Chris Withrow.